# Manosa-1-fosfato
La manosa-1-fosfato es un monosacárido de 6 átomos de carbono derivado de la manosa, que actúa como sustrato de la primera enzima (ColE) que intervine en la biosíntesis de colitosa.